# Marco Biagianti
Marco Biagianti (19 de abril de 1984),  fue un futbolista italiano, con rol de centrocampista.  Después de jugar previamente en el Catania de 2006 a 2013 y de haber sido capitán del club del 9 de julio de 2011 a 2013, se mudó a Livorno en 2013, donde permaneció hasta 2016. De 2016 a 2020 regresó a Catania.  La temporada 2020-2021, tras ser eliminado de la convocatoria a través de una rueda de prensa, anuncia el adiós al fútbol profesional y comienza una nueva aventura con la portería de fútbol 5 Catania.  En el curso 2021-22 ocupa el cargo de director técnico del club de Meta Catania.  A partir de agosto de 2022 se convierte en director del equipo Catania SSD.

## Clubes
| Club           | País   | Año         |
| -------------- | ------ | ----------- |
| Fano Calcio    | Italia | 2003 - 2004 |
| Calcio Chieti  | Italia | 2004 - 2005 |
| F.C. Pro Vasto | Italia | 2005 - 2007 |
| Calcio Catania | Italia | 2007 - 2013 |
| AS Livorno     | Italia | 2013 - 2016 |
| Calcio Catania | Italia | 2016 - 2020 |

- Meta Catania (fútbol 5) 2020-2021 jugador
- Meta Catania 2021-2022 club Manager
- Catania ssd  2022 Team Manager